# Abuso del diritto
Con abuso del diritto si fa riferimento all'esercizio abusivo di un diritto con lo scopo di raggiungere finalità diverse da quelle per cui il diritto è stato attribuito dall'ordinamento. L'esercizio di un diritto soggettivo infatti è limitato, da un lato, dal contenuto stabilito dall'ordinamento (limite esterno o elemento formale) e, dall'altro, dalla necessità che persegua effettivamente l'interesse a tutela del quale il diritto è stato attribuito (limite interno o elemento sostanziale). Superare il limite interno comporta per l'appunto abuso del diritto.

## Origine storica
Il concetto di abuso di diritto nasce dall'elaborazione della giurisprudenza francese verso la seconda metà del 1800 (sotto il nome di "abus de Droit ").

### Nel diritto romano
Accenni di ciò che è considerato abuso del diritto possono essere già trovati all'interno del diritto romano. Pur non essendo univoche le fonti in materia, parrebbe che nel diritto romano classico il termine aemulatio avesse come significato quello di "imitazione motivata da invidia e atta a suscitare risentimento". In tal senso quindi l'aemulatio presenterebbe elementi comuni alla moderna nozione di abuso, sia con riferimento all'intento malevolo, sia in relazione alla non meritevolezza della tutela per un atto altrimenti lecito.

### La giurisprudenza francese
L'espressione abuso del diritto iniziò a configurarsi nel XIX secolo. La necessità di apportare correzioni al diritto privato spinse infatti i giudici francesi a interrogarsi sulla possibilità di considerare come abusivo l'esercizio di diritti di per sé riconosciuti come legittimi dall'ordinamento. In questi termini, in un primo momento, la figura dell'abuso del diritto venne intesa come strumento di "autocorrezione" del sistema". La necessità di giustizia sostanziale spinse i giudici francesi ad affermare che in alcune ipotesi sussistesse responsabilità del titolare del diritto per aver cagionato danno a terzi, sebbene tale diritto fosse formalmente riconosciuto dall'ordinamento. 
Una delle prime sentenze in cui è possibile osservare la posizione assunta dai giudici francesi è la sentenza della Corte di Amiens (e successivamente della Court de Cassation) del 1915 (caso Coquerel c/Clèment-Bayard). La questione riguardava la decisione del proprietario di un terreno di impiantare nello stesso pertiche con spuntoni. La condotta di per sé legittima, in quanto espressione dell'esercizio di un diritto, venne considerata abusiva poiché nelle vicinanze del terreno, era collocata una fabbrica di mongolfiere la cui attività era impedita (e quindi l'interesse leso) dal momento che le stesse, planando, si infilzavano negli spuntoni. 
Nonostante le ampie riflessioni della giurisprudenza sul tema, l'originario Codice napoleonico del 1804 non fa menzione di un vero e proprio divieto di abuso del diritto.

### Il BGB tedesco
Il divieto di abuso del diritto trova precisa codificazione in Germania nel BGB del 1900 che configurò, per i casi di abuso di diritto, la concessione alla controparte di un'eccezione che paralizzava l'azione. 
Espliciti riferimento all'abuso del diritto sono ravvisabile ai paragrafi § 262 (generale divieto di atti emulativi); § 826 (obbligo di risarcimento del danno doloso contrario ai "buoni costumi"); § 242 (obbligo di buona fede nell'esecuzione della prestazione) e § 226 del BGB. Quest'ultimo in particolare modo statuisce che "l'esercizio di un diritto è inammissibile se il suo unico scopo è arrecare danno ad altri".
L'elaborazione della nozione di abuso del diritto compiuta in Germania si impose all'attenzione degli studiosi di tutta Europa. L'esperienza tedesca fu raccolta e positivizzata dai codificatori svizzeri (art. 2 dello ZGB del 1907), greci (art. 281 del codice civile greco del 1946), spagnoli (art. 7 comma 2 delle disposizioni preliminari al codice civile spagnolo del 1974).

## Istituti collegati all'abuso di diritto
Sulla base della configurazione dell'abuso di diritto, sono stati elaborati altri istituti, accomunati dall'esercizio capzioso di un diritto: uno dei più importanti è l'abuso della personalità giuridica, che in molti ordinamenti in determinati casi porta all'estrema conseguenza del superamento della personalità giuridica nelle società.
Vi è poi la Verwirkung, normalmente tradotta come rinuncia tacita all'azione, secondo cui perde il diritto di agire chi abbia ispirato alla controparte la ragionevole certezza che non avrebbe esercitato un proprio diritto. Analoga elaborazione tedesca è quella della preclusione all'azione di annullamento per la parte che era a conoscenza delle cause di annullabilità di un negozio giuridico.

## In ambito fiscale Europeo
In materia tributaria vi è stata una lunga discussione della giurisprudenza comunitaria iniziata con la sentenza Halifax del 21 febbraio 2006. Quest'ultima sancisce l'operatività del principio dell'abuso anche al di fuori dei casi previsti dalla normativa europea. In particolare si stabilisce che la VI direttiva europea in materia tributaria, non impone a un contribuente di scegliere necessariamente l'operazione che implica il maggiore aggravio fiscale. Inoltre statuisce che per poter parlare di abuso, le operazioni poste in essere con il fine di eludere l'applicazione della normativa IVA devono procurare un vantaggio fiscale contrastante con l'obiettivo perseguito dalle disposizioni applicate. 
La Corte di Giustizia si è pronunciata nel 2008, su proposta della Corte di cassazione italiana, anche sul caso Part Service S.r.l.. La questione ha riguardato la possibilità che l'abuso del diritto, come previsto dalla sentenza Halifax, venisse integrato solo nel caso in cui il risparmio di imposta fosse l'unica ragione giustificatrice dell'operazione fiscale posta in essere. Nel pronunciarsi, la Corte di Giustizia dell'Unione Europea, ha sancito un ulteriore principio per cui può esserci una pratica abusiva anche quando il vantaggio fiscale rappresenti lo scopo essenziale ma non esclusivo delle operazioni poste in essere.

## Diritto tributario italiano
In materia tributaria, partendo dal diritto comparato ed europeo, la Corte di cassazione, Sezione Tributaria Civile, con la sentenza del 13 maggio 2009 n.10981, ha affermato che "il divieto di abuso del diritto si traduce in un principio generale antielusivo, il quale preclude al contribuente il conseguimento di vantaggi fiscali ottenuti mediante l'uso distorto, pur se non contrastante con alcuna specifica disposizione, di strumenti giuridici idonei ad ottenere un'agevolazione o un risparmio d'imposta, in difetto di ragioni economicamente apprezzabili che giustifichino l'operazione, diverse dalla mera aspettativa di quei benefici.". L'esistenza di un principio generale anti elusivo in tema di tributi è ricavabile anche nei principi costituzionali in materia tributaria, in particolare nel principio di capacità contributiva e di progressività dell'imposizione (ai sensi dell'articolo 53 Costituzione Italiana). 
Tale principio non contrasta con la riserva di legge prevista in materia all'articolo 23 Costituzione italiana non traducendosi nell'imposizione di obblighi patrimoniali non derivanti dalla legge stessa, bensì nel disconoscimento degli effetti abusivi di negozi posti in essere al solo scopo di eludere l'applicazione di norme fiscali.
L'evoluzione giurisprudenziale di tale figura ha portato all'introduzione, con il decreto legislativo n.128 del 2015 in materia di "disposizioni sulla certezza del diritto nei rapporti tra fisco e contribuente", di una disposizione contenente la definizione di abuso del diritto. Tale disciplina legislativa è stata inserita all'articolo 10 bis della legge n.212 del 27 luglio 2000 in materia di "disposizioni in materia di statuto dei diritti del contribuente".

## Diritto civile italiano
Nonostante il divieto di abuso di diritto in Italia fosse previsto nell’art. 7 del progetto del nuovo Codice civile italiano del 1942,  la disposizione fu eliminata nel testo definitivo. Pertanto, in ambito civile non si rinviene alcun enunciato normativo, a carattere generale, che vieti espressamente l'abuso del diritto e neppure che lo definisca.
Vi sono, però, alcune norme specifiche:
- art. 330 c.c., abuso della potestà genitoriale;
- nel campo dei diritti reali che disciplinano casi particolari di abuso: l'esempio più noto è rappresentato dall'art. 833 c.c. che vieta al proprietario di un fondo di compiere atti emulativi, cioè quegli atti, pure rientranti nelle facoltà del proprietario, che non abbiano altro scopo se non quello di nuocere o recar molestia al proprio vicino;
- art. 2793 c.c., in materia di abuso della cosa data in pegno.

Al di là delle predette ipotesi specifiche, si ritiene comunemente che il divieto di abuso del diritto sia riconducibile alle clausole generali di buona fede in senso oggettivo (articoli 1175 e 1375 codice civile), come è testimoniato dalla più recente giurisprudenza in tema di obbligazioni e contratti: si avrà allora abuso del diritto "quando il titolare di un diritto soggettivo, pur in assenza di divieti formali, lo eserciti con modalità non necessarie ed irrispettose del dovere di correttezza e buona fede, causando uno sproporzionato ed ingiustificato sacrificio della controparte contrattuale, ed al fine di conseguire risultati diversi ed ulteriori rispetto a quelli per i quali quei poteri o facoltà furono attribuiti. Ricorrendo tali presupposti, è consentito al giudice di merito sindacare e dichiarare inefficaci gli atti compiuti in violazione del divieto di abuso del diritto, oppure condannare colui il quale ha abusato del proprio diritto al risarcimento del danno in favore della controparte contrattuale, a prescindere dall'esistenza di una specifica volontà di nuocere, senza che ciò costituisca una ingerenza nelle scelte economiche dell'individuo o dell'imprenditore, giacché ciò che è censurato in tal caso non è l'atto di autonomia negoziale, ma l'abuso di esso" 

## In Francia
Nell'ordinamento francese, l'abuso del diritto nasce come nozione giurisprudenziale (v. sentenza Coquerel c/Clément-Bayard). Il Codice napoleonico del 1804 non fa alcun riferimento all'abuso del diritto né nella parte relativa al diritto di proprietà, né in quella relativa all'esercizio dei diritti soggettivi in generale. Nel giugno del 1945 la commissione di riforma del Codice napoleonico ha effettuato un primo tentativo di codificazione senza successo. Nonostante il mancato riferimento espresso all'istituto nel codice civile francese, il termine abuso del diritto compare comunque in più di trecento articoli della legislazione francese.

## In Inghilterra
Nel sistema giuridico britannico, la disciplina dell'abuso del diritto non trova applicazione poiché non vi è la possibilità di qualificare come illecito un atto che, tenendo conto del solo criterio oggettivo, non presenta alcun profilo di illiceità, sebbene adottato al solo fine di creare un danno ad altri. Nonostante ciò, in alcuni settori dell'ordinamento inglese e a determinate condizioni, è stata riconosciuta l'illiceità di atti che, seppur legittimi, sono stati posti in essere con il solo intento di arrecare danno alla controparte.

### Esplicative
1. ↑  L'articolo 53 della Costituzione italiana afferma: "Tutti sono tenuti a concorrere alle spese pubbliche in ragione della loro capacità contributiva. Il sistema tributario è informato a criteri di progressività".
2. ↑  L'art. 23 Cost. italiana pone una riserva di legge di carattere relativo in quanto dispone che "nessuna prestazione personale o patrimoniale può essere imposta se non in base alla legge".

### Bibliografiche
1. 1 2 3   U. BRECCIA, L'abuso del diritto, in Diritto Privato, III, Padova, 1997.
2. 1 2   G. Grosso, Atti emulativi (diritto romano), in Enc. Dir., IV ed., Milano, 1959.
3. ↑   S. Riccobono, La teoria dell’abuso del diritto nella dottrina romana,, in Bollettino dell’Istituto di diritto romano “Vittorio Scialoja”, 5, 1939.
4. 1 2   Salvatore Lucio Patti,, Abuso del diritto, in Disc. Priv, I, Torino, 1987.
5. 1 2   Juan Ruiz Manero, Illeciti atipici : l'abuso del diritto, la frode alla legge, lo sviamento del potere, Il mulino, 2004, ISBN 88-15-10201-9, OCLC 848823421. URL consultato il 18 novembre 2021.
6. ↑   Coquerel c/Clèment-Bayard, su legifrance.gouv.fr. URL consultato il 18 novembre 2021.
7. ↑   Maria Paola Martines, Teorie e prassi sull'abuso del diritto, CEDAM, 2006, ISBN 88-13-26197-7, OCLC 799373749. URL consultato il 18 novembre 2021.
8. ↑  BGB § 226
9. ↑   Sentenza Halifax, 21 febbraio 2006., su curia.europa.eu.
10. ↑  Direttiva n.77/388/CEE, 17 maggio 1977.
11. ↑   Sent. 21 febbraio 2008, causa C-425/06., su eur-lex.europa.eu.
12. ↑   Sentenza n.10981 del 13 maggio 2009., su clienti.euroconference.it.
13. ↑  Recante "Disposizioni sulla certezza del diritto nei rapporti tra fisco e contribuente".

In attuazione della legge delega 11 Marzo 2014, n.23 "Delega al Governo recante disposizioni per un sistema fiscale più equo, trasparente e orientato alla crescita" dando seguito alla raccomandazione 2012/772/UE sulla pianificazione fiscale aggressiva.
14. ↑   Art.10 bis legge n.212 del 2000., su def.finanze.it.
15. ↑  Comunemente nota come "Statuto dei diritti dei contribuenti".
16. ↑   Cassazione civile, sez. III, sentenza 18/09/2009 n° 20106, in Giur. It., 2010, 809 ss., con nota di F. Salerno
17. ↑   Sentenza Coquerel c/Clément-Bayard, su legifrance.gouv.fr.